# Lista di asteroidi (385001-386000)
Di seguito una lista di asteroidi dal numero 385001 al 386000 con data di scoperta e scopritore.

## 385001-385100
| Nome     | Designazione provvisoria | Data di scoperta  | Scopritore        |
| -------- | ------------------------ | ----------------- | ----------------- |
| 385001 - | 2012 TZ229               | 20 novembre 2001  | Spacewatch        |
| 385002 - | 2012 TG230               | 16 novembre 2003  | Spacewatch        |
| 385003 - | 2012 TL231               | 6 ottobre 1999    | LINEAR            |
| 385004 - | 2012 TX231               | 16 settembre 2001 | LINEAR            |
| 385005 - | 2012 TH234               | 1º novembre 2008  | Mt. Lemmon Survey |
| 385006 - | 2012 TJ234               | 29 ottobre 2003   | Spacewatch        |
| 385007 - | 2012 TZ234               | 19 novembre 2008  | Spacewatch        |
| 385008 - | 2012 TT236               | 26 maggio 2006    | Mt. Lemmon Survey |
| 385009 - | 2012 TE238               | 24 aprile 2006    | Spacewatch        |
| 385010 - | 2012 TJ239               | 19 settembre 2006 | CSS               |
| 385011 - | 2012 TU239               | 19 settembre 2007 | Spacewatch        |
| 385012 - | 2012 TD244               | 10 ottobre 2007   | Mt. Lemmon Survey |
| 385013 - | 2012 TC246               | 14 marzo 2010     | Mt. Lemmon Survey |
| 385014 - | 2012 TH266               | 29 settembre 2003 | Spacewatch        |
| 385015 - | 2012 TO266               | 1º febbraio 2005  | Spacewatch        |
| 385016 - | 2012 TU266               | 4 novembre 2007   | Mt. Lemmon Survey |
| 385017 - | 2012 TZ266               | 5 settembre 1999  | Spacewatch        |
| 385018 - | 2012 TX268               | 18 ottobre 2003   | Spacewatch        |
| 385019 - | 2012 TG272               | 3 febbraio 2000   | Spacewatch        |
| 385020 - | 2012 TV277               | 15 settembre 2007 | Spacewatch        |
| 385021 - | 2012 TQ282               | 22 novembre 2009  | Mt. Lemmon Survey |
| 385022 - | 2012 TM284               | 30 aprile 2006    | Spacewatch        |
| 385023 - | 2012 TA285               | 2 novembre 2007   | Spacewatch        |
| 385024 - | 2012 TM286               | 20 settembre 2001 | LINEAR            |
| 385025 - | 2012 TS288               | 27 settembre 2006 | CSS               |
| 385026 - | 2012 TZ288               | 30 dicembre 2007  | Spacewatch        |
| 385027 - | 2012 TJ289               | 21 agosto 2006    | Spacewatch        |
| 385028 - | 2012 TJ291               | 24 ottobre 2008   | Spacewatch        |
| 385029 - | 2012 TU296               | 3 maggio 2010     | Spacewatch        |
| 385030 - | 2012 TS299               | 21 novembre 2008  | Mt. Lemmon Survey |
| 385031 - | 2012 TM302               | 30 settembre 2006 | Mt. Lemmon Survey |
| 385032 - | 2012 TL303               | 1º marzo 2009     | Mt. Lemmon Survey |
| 385033 - | 2012 TV305               | 17 ottobre 2003   | Spacewatch        |
| 385034 - | 2012 TW305               | 10 febbraio 2010  | Spacewatch        |
| 385035 - | 2012 TD306               | 18 ottobre 1995   | Spacewatch        |
| 385036 - | 2012 TB307               | 30 novembre 1999  | Spacewatch        |
| 385037 - | 2012 TE309               | 18 ottobre 2003   | LONEOS            |
| 385038 - | 2012 TQ309               | 29 settembre 2003 | Spacewatch        |
| 385039 - | 2012 TQ310               | 17 ottobre 2001   | LINEAR            |
| 385040 - | 2012 TL311               | 19 ottobre 2003   | Spacewatch        |
| 385041 - | 2012 TZ312               | 2 aprile 2005     | Spacewatch        |
| 385042 - | 2012 TO313               | 14 aprile 2004    | Spacewatch        |
| 385043 - | 2012 TC323               | 18 aprile 1996    | Spacewatch        |
| 385044 - | 2012 UH10                | 28 gennaio 2007   | Mt. Lemmon Survey |
| 385045 - | 2012 UP12                | 24 agosto 2007    | Spacewatch        |
| 385046 - | 2012 UX14                | 14 settembre 2007 | Mt. Lemmon Survey |
| 385047 - | 2012 UU17                | 22 aprile 1998    | Spacewatch        |
| 385048 - | 2012 UZ22                | 23 ottobre 2006   | Spacewatch        |
| 385049 - | 2012 UA26                | 30 novembre 2008  | Spacewatch        |
| 385050 - | 2012 UB26                | 23 marzo 2004     | Spacewatch        |
| 385051 - | 2012 UT28                | 25 dicembre 2005  | Mt. Lemmon Survey |
| 385052 - | 2012 UM35                | 15 ottobre 1995   | Spacewatch        |
| 385053 - | 2012 UB37                | 4 novembre 1996   | Spacewatch        |
| 385054 - | 2012 UM41                | 20 febbraio 2006  | Spacewatch        |
| 385055 - | 2012 UY42                | 13 aprile 2004    | Spacewatch        |
| 385056 - | 2012 UV44                | 13 ottobre 2007   | Mt. Lemmon Survey |
| 385057 - | 2012 UR45                | 17 settembre 2006 | Spacewatch        |
| 385058 - | 2012 US45                | 17 settembre 2006 | CSS               |
| 385059 - | 2012 UK47                | 19 settembre 2001 | LINEAR            |
| 385060 - | 2012 UC48                | 29 marzo 2009     | Mt. Lemmon Survey |
| 385061 - | 2012 UQ50                | 19 settembre 2007 | Spacewatch        |
| 385062 - | 2012 UP56                | 25 ottobre 2001   | Spacewatch        |
| 385063 - | 2012 UD57                | 6 novembre 1996   | Spacewatch        |
| 385064 - | 2012 UP60                | 3 novembre 2007   | Spacewatch        |
| 385065 - | 2012 UV61                | 12 settembre 2007 | Mt. Lemmon Survey |
| 385066 - | 2012 UC63                | 13 dicembre 2009  | Mt. Lemmon Survey |
| 385067 - | 2012 UG63                | 19 dicembre 2001  | Spacewatch        |
| 385068 - | 2012 UW64                | 27 marzo 2003     | LONEOS            |
| 385069 - | 2012 UF67                | 2 aprile 2006     | Spacewatch        |
| 385070 - | 2012 UH69                | 30 aprile 1997    | Spacewatch        |
| 385071 - | 2012 UN74                | 31 dicembre 2008  | Mt. Lemmon Survey |
| 385072 - | 2012 UT77                | 14 ottobre 2001   | LINEAR            |
| 385073 - | 2012 UA81                | 30 novembre 2008  | Spacewatch        |
| 385074 - | 2012 UM85                | 20 novembre 2007  | Mt. Lemmon Survey |
| 385075 - | 2012 UJ86                | 1º novembre 1999  | Spacewatch        |
| 385076 - | 2012 UV93                | 5 dicembre 2007   | Spacewatch        |
| 385077 - | 2012 UD97                | 24 ottobre 2008   | CSS               |
| 385078 - | 2012 UH101               | 20 febbraio 2009  | Spacewatch        |
| 385079 - | 2012 US105               | 4 marzo 2005      | Spacewatch        |
| 385080 - | 2012 UX112               | 26 aprile 2003    | Spacewatch        |
| 385081 - | 2012 UY113               | 30 settembre 2006 | Mt. Lemmon Survey |
| 385082 - | 2012 UU114               | 7 marzo 2005      | LINEAR            |
| 385083 - | 2012 UD115               | 12 settembre 2001 | Spacewatch        |
| 385084 - | 2012 UY159               | 15 novembre 2007  | CSS               |
| 385085 - | 2012 UV160               | 11 novembre 2001  | Spacewatch        |
| 385086 - | 2012 UX162               | 21 novembre 2008  | Spacewatch        |
| 385087 - | 2012 UB163               | 9 novembre 1996   | Spacewatch        |
| 385088 - | 2012 UW166               | 24 giugno 2011    | Mt. Lemmon Survey |
| 385089 - | 2012 UG171               | 5 maggio 2010     | WISE              |
| 385090 - | 2012 VF                  | 9 novembre 2008   | Mt. Lemmon Survey |
| 385091 - | 2012 VG3                 | 30 novembre 2005  | Mt. Lemmon Survey |
| 385092 - | 2012 VZ3                 | 11 gennaio 1997   | Spacewatch        |
| 385093 - | 2012 VA11                | 10 settembre 2007 | Mt. Lemmon Survey |
| 385094 - | 2012 VS26                | 28 dicembre 2003  | Spacewatch        |
| 385095 - | 2012 VM27                | 31 ottobre 2008   | Spacewatch        |
| 385096 - | 2012 VL36                | 13 settembre 2007 | Mt. Lemmon Survey |
| 385097 - | 2012 VX41                | 9 marzo 2005      | Mt. Lemmon Survey |
| 385098 - | 2012 VE47                | 26 aprile 2006    | Spacewatch        |
| 385099 - | 2012 VM47                | 12 maggio 2005    | Spacewatch        |
| 385100 - | 2012 VG48                | 27 settembre 2008 | Mt. Lemmon Survey |

## 385101-385200
| Nome     | Designazione provvisoria | Data di scoperta  | Scopritore                                                |
| -------- | ------------------------ | ----------------- | --------------------------------------------------------- |
| 385101 - | 2012 VH66                | 4 ottobre 2007    | Spacewatch                                                |
| 385102 - | 2012 VJ67                | 3 novembre 2007   | Spacewatch                                                |
| 385103 - | 2012 VP78                | 15 settembre 2006 | Spacewatch                                                |
| 385104 - | 2012 VL80                | 1º febbraio 2005  | Spacewatch                                                |
| 385105 - | 2012 VT89                | 19 giugno 2007    | Spacewatch                                                |
| 385106 - | 2012 VG92                | 23 febbraio 2007  | Mt. Lemmon Survey                                         |
| 385107 - | 2012 VM92                | 12 novembre 1996  | Comba, P. G.                                              |
| 385108 - | 2012 VL93                | 18 dicembre 1995  | Spacewatch                                                |
| 385109 - | 2012 VQ97                | 3 maggio 2006     | Siding Spring Survey                                      |
| 385110 - | 2012 VE99                | 13 aprile 2004    | Spacewatch                                                |
| 385111 - | 2012 VX105               | 14 aprile 2010    | Spacewatch                                                |
| 385112 - | 2012 VC107               | 29 agosto 2006    | CSS                                                       |
| 385113 - | 2012 VG107               | 26 marzo 2006     | Mt. Lemmon Survey                                         |
| 385114 - | 2012 WS26                | 6 settembre 1999  | Spacewatch                                                |
| 385115 - | 2012 XQ1                 | 14 aprile 2004    | Spacewatch                                                |
| 385116 - | 2012 XC10                | 18 dicembre 2001  | LINEAR                                                    |
| 385117 - | 2012 XX11                | 23 dicembre 2000  | Spacewatch                                                |
| 385118 - | 2012 XW52                | 5 dicembre 2007   | Mt. Lemmon Survey                                         |
| 385119 - | 2012 XA63                | 23 gennaio 2006   | Spacewatch                                                |
| 385120 - | 2012 XX67                | 4 dicembre 2007   | Mt. Lemmon Survey                                         |
| 385121 - | 2012 XT95                | 20 settembre 2006 | CSS                                                       |
| 385122 - | 2012 XQ113               | 12 gennaio 1996   | Spacewatch                                                |
| 385123 - | 2012 XW120               | 7 ottobre 2008    | Mt. Lemmon Survey                                         |
| 385124 - | 2012 XV153               | 14 febbraio 2010  | Mt. Lemmon Survey                                         |
| 385125 - | 2013 AH121               | 9 febbraio 2008   | Spacewatch                                                |
| 385126 - | 2013 AG155               | 24 marzo 2003     | Spacewatch                                                |
| 385127 - | 2013 BL60                | 6 febbraio 1997   | ODAS                                                      |
| 385128 - | 2013 CH121               | 25 aprile 2003    | LONEOS                                                    |
| 385129 - | 2013 CC215               | 14 febbraio 2002  | Spacewatch                                                |
| 385130 - | 2013 GH79                | 28 febbraio 2006  | Mt. Lemmon Survey                                         |
| 385131 - | 2013 GH109               | 12 marzo 2007     | CSS                                                       |
| 385132 - | 2013 RO31                | 3 maggio 2008     | Siding Spring Survey                                      |
| 385133 - | 2013 RC53                | 27 ottobre 2005   | CSS                                                       |
| 385134 - | 2013 SB24                | 28 marzo 2008     | Mt. Lemmon Survey                                         |
| 385135 - | 2013 SC30                | 19 ottobre 1995   | Spacewatch                                                |
| 385136 - | 2013 SF51                | 9 ottobre 2004    | Spacewatch                                                |
| 385137 - | 2013 SN51                | 4 settembre 2002  | CINEOS                                                    |
| 385138 - | 2013 SA67                | 9 ottobre 2004    | LINEAR                                                    |
| 385139 - | 2013 SW86                | 31 agosto 2002    | Spacewatch                                                |
| 385140 - | 2013 SX86                | 28 novembre 2005  | CSS                                                       |
| 385141 - | 2013 TG3                 | 2 dicembre 2004   | Spacewatch                                                |
| 385142 - | 2013 TO3                 | 20 aprile 2007    | Mt. Lemmon Survey                                         |
| 385143 - | 2013 TT7                 | 13 marzo 1999     | Spacewatch                                                |
| 385144 - | 2013 TY13                | 24 novembre 2000  | LONEOS                                                    |
| 385145 - | 2013 TD19                | 16 agosto 2002    | Spacewatch                                                |
| 385146 - | 2013 TV24                | 3 settembre 2008  | Spacewatch                                                |
| 385147 - | 2013 TP26                | 17 novembre 2006  | Mt. Lemmon Survey                                         |
| 385148 - | 2013 TA32                | 31 gennaio 2004   | Spacewatch                                                |
| 385149 - | 2013 TP35                | 31 gennaio 2006   | Siding Spring Survey                                      |
| 385150 - | 2013 TS38                | 3 luglio 2008     | CSS                                                       |
| 385151 - | 2013 TQ45                | 22 maggio 2006    | Spacewatch                                                |
| 385152 - | 2013 TF49                | 15 marzo 2004     | Spacewatch                                                |
| 385153 - | 2013 TV49                | 9 luglio 2005     | Spacewatch                                                |
| 385154 - | 2013 TR89                | 17 settembre 2006 | CSS                                                       |
| 385155 - | 2013 TE90                | 10 ottobre 2004   | Spacewatch                                                |
| 385156 - | 2013 TM92                | 1º ottobre 2000   | LINEAR                                                    |
| 385157 - | 2013 TX94                | 3 novembre 2004   | Spacewatch                                                |
| 385158 - | 2013 TP120               | 13 marzo 2007     | Mt. Lemmon Survey                                         |
| 385159 - | 2013 TR130               | 10 aprile 2005    | Mt. Lemmon Survey                                         |
| 385160 - | 2013 UW4                 | 27 dicembre 2005  | Mt. Lemmon Survey                                         |
| 385161 - | 2013 UV5                 | 5 settembre 2008  | Spacewatch                                                |
| 385162 - | 2013 UH11                | 27 luglio 2009    | Spacewatch                                                |
| 385163 - | 2013 UN12                | 6 novembre 1999   | CSS                                                       |
| 385164 - | 2013 UT12                | 19 aprile 2007    | Mt. Lemmon Survey                                         |
| 385165 - | 2013 VM                  | 21 novembre 2009  | CSS                                                       |
| 385166 - | 2013 VA1                 | 17 giugno 1998    | Spacewatch                                                |
| 385167 - | 2013 VF5                 | 6 novembre 2005   | CSS                                                       |
| 385168 - | 2013 VN8                 | 10 maggio 2005    | Spacewatch                                                |
| 385169 - | 2013 VR8                 | 18 settembre 2003 | Spacewatch                                                |
| 385170 - | 2013 VL11                | 19 dicembre 2003  | LINEAR                                                    |
| 385171 - | 2013 VD16                | 5 dicembre 2002   | LINEAR                                                    |
| 385172 - | 2013 VD18                | 1º dicembre 2003  | Spacewatch                                                |
| 385173 - | 2013 VH18                | 27 ottobre 2005   | Spacewatch                                                |
| 385174 - | 2013 WL2                 | 14 marzo 2010     | WISE                                                      |
| 385175 - | 2013 WU3                 | 7 maggio 2007     | Spacewatch                                                |
| 385176 - | 2013 WU5                 | 2 dicembre 2008   | Mt. Lemmon Survey                                         |
| 385177 - | 2013 WB12                | 3 giugno 2008     | Spacewatch                                                |
| 385178 - | 2013 WX28                | 13 settembre 2007 | Mt. Lemmon Survey                                         |
| 385179 - | 2013 WK45                | 11 settembre 2005 | Spacewatch                                                |
| 385180 - | 2013 WH53                | 10 dicembre 2004  | LINEAR                                                    |
| 385181 - | 2013 WE56                | 21 agosto 2000    | LONEOS                                                    |
| 385182 - | 2013 WX65                | 30 luglio 2008    | Mt. Lemmon Survey                                         |
| 385183 - | 2013 XH                  | 13 ottobre 2005   | Spacewatch                                                |
| 385184 - | 4119 T-3                 | 16 ottobre 1977   | van Houten, C. J., van Houten-Groeneveld, I., Gehrels, T. |
| 385185 - | 1993 RO                  | 14 settembre 1993 | Jewitt, D. C., Luu, J. X.                                 |
| 385186 - | 1994 AW1                 | 11 gennaio 1994   | Lawrence, K. J., Helin, E. F.                             |
| 385187 - | 1995 SL19                | 18 settembre 1995 | Spacewatch                                                |
| 385188 - | 1995 ST49                | 25 settembre 1995 | Spacewatch                                                |
| 385189 - | 1996 BZ11                | 16 gennaio 1996   | Spacewatch                                                |
| 385190 - | 1996 XK2                 | 4 dicembre 1996   | Comba, P. G.                                              |
| 385191 - | 1997 RT5                 | 7 settembre 1997  | Nicholson, P., Gladman, B., Burns, J. A.                  |
| 385192 - | 1997 TR12                | 2 ottobre 1997    | Spacewatch                                                |
| 385193 - | 1998 BT3                 | 18 gennaio 1998   | Spacewatch                                                |
| 385194 - | 1998 KG62                | 29 maggio 1998    | Bernstein, G.                                             |
| 385195 - | 1999 FW76                | 20 marzo 1999     | Sloan Digital Sky Survey                                  |
| 385196 - | 1999 FL89                | 21 marzo 1999     | Sloan Digital Sky Survey                                  |
| 385197 - | 1999 KV5                 | 17 maggio 1999    | Spacewatch                                                |
| 385198 - | 1999 NO37                | 14 luglio 1999    | LINEAR                                                    |
| 385199 - | 1999 OE4                 | 20 luglio 1999    | Mauna Kea                                                 |
| 385200 - | 1999 RB25                | 7 settembre 1999  | LINEAR                                                    |

## 385201-385300
| Nome                 | Designazione provvisoria | Data di scoperta  | Scopritore                                 |
| -------------------- | ------------------------ | ----------------- | ------------------------------------------ |
| 385201 -             | 1999 RN215               | 7 settembre 1999  | Jewitt, D. C., Luu, J. X., Trujillo, C. A. |
| 385202 -             | 1999 RJ246               | 7 settembre 1999  | LONEOS                                     |
| 385203 -             | 1999 SO15                | 30 settembre 1999 | CSS                                        |
| 385204 -             | 1999 SY23                | 30 settembre 1999 | Spacewatch                                 |
| 385205 Michelvancamp | 1999 SU28                | 21 settembre 1999 | Pauwels, T.                                |
| 385206 -             | 1999 TM10                | 11 ottobre 1999   | Comba, P. G.                               |
| 385207 -             | 1999 TY45                | 3 ottobre 1999    | Spacewatch                                 |
| 385208 -             | 1999 TS110               | 4 ottobre 1999    | LINEAR                                     |
| 385209 -             | 1999 TN141               | 6 ottobre 1999    | LINEAR                                     |
| 385210 -             | 1999 TD146               | 7 ottobre 1999    | LINEAR                                     |
| 385211 -             | 1999 TG212               | 15 ottobre 1999   | LINEAR                                     |
| 385212 -             | 1999 TA250               | 9 ottobre 1999    | CSS                                        |
| 385213 -             | 1999 VN152               | 10 novembre 1999  | Spacewatch                                 |
| 385214 -             | 1999 VW166               | 14 novembre 1999  | LINEAR                                     |
| 385215 -             | 2000 AR92                | 2 gennaio 2000    | LINEAR                                     |
| 385216 -             | 2000 DB9                 | 26 febbraio 2000  | Spacewatch                                 |
| 385217 -             | 2000 DF17                | 29 febbraio 2000  | LINEAR                                     |
| 385218 -             | 2000 DS32                | 29 febbraio 2000  | LINEAR                                     |
| 385219 -             | 2000 DB41                | 29 febbraio 2000  | LINEAR                                     |
| 385220 -             | 2000 DM57                | 29 febbraio 2000  | LINEAR                                     |
| 385221 -             | 2000 DT88                | 25 febbraio 2000  | Spacewatch                                 |
| 385222 -             | 2000 DR90                | 27 febbraio 2000  | Spacewatch                                 |
| 385223 -             | 2000 EJ176               | 3 marzo 2000      | Spacewatch                                 |
| 385224 -             | 2000 FE10                | 30 marzo 2000     | Spacewatch                                 |
| 385225 -             | 2000 GE121               | 5 aprile 2000     | Spacewatch                                 |
| 385226 -             | 2000 GH153               | 6 aprile 2000     | LONEOS                                     |
| 385227 -             | 2000 JV67                | 6 maggio 2000     | Spacewatch                                 |
| 385228 -             | 2000 KV33                | 29 maggio 2000    | Comba, P. G.                               |
| 385229 -             | 2000 PK18                | 1º agosto 2000    | LINEAR                                     |
| 385230 -             | 2000 QO109               | 31 agosto 2000    | Spacewatch                                 |
| 385231 -             | 2000 QQ117               | 31 agosto 2000    | LINEAR                                     |
| 385232 -             | 2000 QQ227               | 31 agosto 2000    | LINEAR                                     |
| 385233 -             | 2000 SZ183               | 20 settembre 2000 | NEAT                                       |
| 385234 -             | 2000 SK213               | 25 settembre 2000 | LINEAR                                     |
| 385235 -             | 2000 SA216               | 26 settembre 2000 | LINEAR                                     |
| 385236 -             | 2000 SF258               | 24 settembre 2000 | LINEAR                                     |
| 385237 -             | 2000 SQ281               | 23 settembre 2000 | LINEAR                                     |
| 385238 -             | 2000 SX286               | 26 settembre 2000 | LINEAR                                     |
| 385239 -             | 2000 SG289               | 27 settembre 2000 | LINEAR                                     |
| 385240 -             | 2000 SW363               | 20 settembre 2000 | LINEAR                                     |
| 385241 -             | 2000 UE65                | 25 ottobre 2000   | LINEAR                                     |
| 385242 -             | 2000 UZ89                | 31 ottobre 2000   | LINEAR                                     |
| 385243 -             | 2000 VW45                | 2 novembre 2000   | LINEAR                                     |
| 385244 -             | 2000 WQ                  | 16 novembre 2000  | LINEAR                                     |
| 385245 -             | 2000 WK2                 | 16 novembre 2000  | LINEAR                                     |
| 385246 -             | 2000 WS150               | 19 novembre 2000  | LINEAR                                     |
| 385247 -             | 2000 YD67                | 26 dicembre 2000  | NEAT                                       |
| 385248 -             | 2001 BH79                | 4 gennaio 2001    | Spacewatch                                 |
| 385249 -             | 2001 CU43                | 15 febbraio 2001  | LINEAR                                     |
| 385250 -             | 2001 DH47                | 20 febbraio 2001  | LINEAR                                     |
| 385251 -             | 2001 DD82                | 22 febbraio 2001  | Spacewatch                                 |
| 385252 -             | 2001 EB18                | 1º marzo 2001     | LINEAR                                     |
| 385253 -             | 2001 FM128               | 29 marzo 2001     | LONEOS                                     |
| 385254 -             | 2001 FO188               | 16 marzo 2001     | LINEAR                                     |
| 385255 -             | 2001 KC79                | 22 maggio 2001    | Cerro Tololo                               |
| 385256 -             | 2001 OU3                 | 18 luglio 2001    | NEAT                                       |
| 385257 -             | 2001 OS33                | 19 luglio 2001    | NEAT                                       |
| 385258 -             | 2001 ON43                | 22 luglio 2001    | NEAT                                       |
| 385259 -             | 2001 PP9                 | 12 agosto 2001    | Kusnirak, P.                               |
| 385260 -             | 2001 QK112               | 25 agosto 2001    | LINEAR                                     |
| 385261 -             | 2001 QS158               | 23 agosto 2001    | LONEOS                                     |
| 385262 -             | 2001 QT162               | 23 agosto 2001    | LONEOS                                     |
| 385263 -             | 2001 QB190               | 22 agosto 2001    | LINEAR                                     |
| 385264 -             | 2001 QX202               | 23 agosto 2001    | LONEOS                                     |
| 385265 -             | 2001 QC205               | 23 agosto 2001    | LONEOS                                     |
| 385266 -             | 2001 QB298               | 20 agosto 2001    | Buie, M. W.                                |
| 385267 -             | 2001 QS330               | 27 agosto 2001    | LONEOS                                     |
| 385268 -             | 2001 RC12                | 10 settembre 2001 | LINEAR                                     |
| 385269 -             | 2001 RU38                | 9 settembre 2001  | LINEAR                                     |
| 385270 -             | 2001 RV107               | 12 settembre 2001 | LINEAR                                     |
| 385271 -             | 2001 RT124               | 12 settembre 2001 | LINEAR                                     |
| 385272 -             | 2001 RH130               | 12 settembre 2001 | LINEAR                                     |
| 385273 -             | 2001 SR102               | 20 settembre 2001 | LINEAR                                     |
| 385274 -             | 2001 SV127               | 16 settembre 2001 | LINEAR                                     |
| 385275 -             | 2001 SY136               | 16 settembre 2001 | LINEAR                                     |
| 385276 -             | 2001 ST211               | 19 settembre 2001 | LINEAR                                     |
| 385277 -             | 2001 SM214               | 19 settembre 2001 | LINEAR                                     |
| 385278 -             | 2001 SC218               | 19 settembre 2001 | LINEAR                                     |
| 385279 -             | 2001 SD221               | 19 settembre 2001 | LINEAR                                     |
| 385280 -             | 2001 SO225               | 19 settembre 2001 | LINEAR                                     |
| 385281 -             | 2001 SA247               | 19 settembre 2001 | LINEAR                                     |
| 385282 -             | 2001 SB252               | 19 settembre 2001 | LINEAR                                     |
| 385283 -             | 2001 SS262               | 24 settembre 2001 | LINEAR                                     |
| 385284 -             | 2001 SA274               | 20 settembre 2001 | Spacewatch                                 |
| 385285 -             | 2001 SN350               | 23 settembre 2001 | Spacewatch                                 |
| 385286 -             | 2001 SA355               | 20 settembre 2001 | LONEOS                                     |
| 385287 -             | 2001 TY26                | 14 ottobre 2001   | LINEAR                                     |
| 385288 -             | 2001 TP84                | 14 ottobre 2001   | LINEAR                                     |
| 385289 -             | 2001 TH99                | 19 settembre 2001 | Spacewatch                                 |
| 385290 -             | 2001 TC137               | 14 ottobre 2001   | NEAT                                       |
| 385291 -             | 2001 TM159               | 11 ottobre 2001   | NEAT                                       |
| 385292 -             | 2001 TJ170               | 13 ottobre 2001   | NEAT                                       |
| 385293 -             | 2001 TO235               | 26 agosto 2001    | LONEOS                                     |
| 385294 -             | 2001 UN77                | 17 ottobre 2001   | LINEAR                                     |
| 385295 -             | 2001 UY86                | 18 ottobre 2001   | Spacewatch                                 |
| 385296 -             | 2001 UA129               | 20 ottobre 2001   | LINEAR                                     |
| 385297 -             | 2001 UY139               | 23 ottobre 2001   | LINEAR                                     |
| 385298 -             | 2001 UP174               | 18 ottobre 2001   | NEAT                                       |
| 385299 -             | 2001 UA181               | 25 ottobre 2001   | NEAT                                       |
| 385300 -             | 2001 UB221               | 21 ottobre 2001   | LINEAR                                     |

## 385301-385400
| Nome     | Designazione provvisoria | Data di scoperta  | Scopritore               |
| -------- | ------------------------ | ----------------- | ------------------------ |
| 385301 - | 2001 UU226               | 16 ottobre 2001   | NEAT                     |
| 385302 - | 2001 UQ228               | 16 ottobre 2001   | NEAT                     |
| 385303 - | 2001 VQ49                | 10 novembre 2001  | LINEAR                   |
| 385304 - | 2001 VU71                | 12 novembre 2001  | LINEAR                   |
| 385305 - | 2001 VK73                | 24 ottobre 2001   | LINEAR                   |
| 385306 - | 2001 VJ89                | 12 novembre 2001  | LINEAR                   |
| 385307 - | 2001 VQ112               | 12 novembre 2001  | LINEAR                   |
| 385308 - | 2001 VO130               | 11 novembre 2001  | Sloan Digital Sky Survey |
| 385309 - | 2001 WF16                | 17 novembre 2001  | LINEAR                   |
| 385310 - | 2001 XS122               | 14 dicembre 2001  | LINEAR                   |
| 385311 - | 2001 XP200               | 15 dicembre 2001  | LINEAR                   |
| 385312 - | 2001 XA232               | 15 dicembre 2001  | LINEAR                   |
| 385313 - | 2001 XV244               | 15 dicembre 2001  | LINEAR                   |
| 385314 - | 2001 YH28                | 18 dicembre 2001  | LINEAR                   |
| 385315 - | 2001 YC62                | 18 dicembre 2001  | LINEAR                   |
| 385316 - | 2001 YY66                | 18 dicembre 2001  | LINEAR                   |
| 385317 - | 2001 YT76                | 18 dicembre 2001  | LINEAR                   |
| 385318 - | 2001 YT138               | 18 dicembre 2001  | Spacewatch               |
| 385319 - | 2001 YM149               | 19 dicembre 2001  | NEAT                     |
| 385320 - | 2002 AL66                | 12 gennaio 2002   | LINEAR                   |
| 385321 - | 2002 AX141               | 14 dicembre 2001  | Spacewatch               |
| 385322 - | 2002 AE177               | 14 gennaio 2002   | LINEAR                   |
| 385323 - | 2002 CH4                 | 6 febbraio 2002   | LINEAR                   |
| 385324 - | 2002 CJ5                 | 4 febbraio 2002   | NEAT                     |
| 385325 - | 2002 CK25                | 8 febbraio 2002   | LINEAR                   |
| 385326 - | 2002 CK41                | 7 febbraio 2002   | NEAT                     |
| 385327 - | 2002 CK58                | 9 febbraio 2002   | Spacewatch               |
| 385328 - | 2002 CF188               | 10 febbraio 2002  | LINEAR                   |
| 385329 - | 2002 CQ245               | 13 febbraio 2002  | Spacewatch               |
| 385330 - | 2002 CL269               | 7 febbraio 2002   | Buie, M. W.              |
| 385331 - | 2002 CJ316               | 7 febbraio 2002   | NEAT                     |
| 385332 - | 2002 FA26                | 19 marzo 2002     | NEAT                     |
| 385333 - | 2002 GH6                 | 13 aprile 2002    | NEAT                     |
| 385334 - | 2002 GA106               | 11 aprile 2002    | LONEOS                   |
| 385335 - | 2002 GS128               | 12 aprile 2002    | LINEAR                   |
| 385336 - | 2002 GX145               | 12 aprile 2002    | LINEAR                   |
| 385337 - | 2002 GH182               | 5 aprile 2002     | NEAT                     |
| 385338 - | 2002 JJ10                | 6 maggio 2002     | LINEAR                   |
| 385339 - | 2002 JH44                | 9 maggio 2002     | LINEAR                   |
| 385340 - | 2002 JZ115               | 11 maggio 2002    | La Palma                 |
| 385341 - | 2002 JW121               | 5 maggio 2002     | NEAT                     |
| 385342 - | 2002 LL                  | 1º giugno 2002    | LINEAR                   |
| 385343 - | 2002 LV                  | 1º giugno 2002    | LINEAR                   |
| 385344 - | 2002 NT66                | 9 luglio 2002     | NEAT                     |
| 385345 - | 2002 NW72                | 8 luglio 2002     | NEAT                     |
| 385346 - | 2002 OT8                 | 19 luglio 2002    | NEAT                     |
| 385347 - | 2002 OA29                | 29 luglio 2002    | NEAT                     |
| 385348 - | 2002 OG33                | 18 luglio 2002    | NEAT                     |
| 385349 - | 2002 OK34                | 22 luglio 2002    | NEAT                     |
| 385350 - | 2002 PT9                 | 5 agosto 2002     | NEAT                     |
| 385351 - | 2002 PM29                | 6 agosto 2002     | NEAT                     |
| 385352 - | 2002 PF36                | 6 agosto 2002     | NEAT                     |
| 385353 - | 2002 PZ46                | 10 agosto 2002    | LINEAR                   |
| 385354 - | 2002 PM80                | 10 agosto 2002    | LINEAR                   |
| 385355 - | 2002 PQ87                | 14 agosto 2002    | LINEAR                   |
| 385356 - | 2002 PC96                | 14 agosto 2002    | LINEAR                   |
| 385357 - | 2002 PJ129               | 15 agosto 2002    | LONEOS                   |
| 385358 - | 2002 PO138               | 8 agosto 2002     | NEAT                     |
| 385359 - | 2002 PZ141               | 14 agosto 2002    | LINEAR                   |
| 385360 - | 2002 PW154               | 12 agosto 2002    | Buie, M. W.              |
| 385361 - | 2002 PB169               | 8 agosto 2002     | NEAT                     |
| 385362 - | 2002 PT170               | 5 agosto 2002     | Mauna Kea                |
| 385363 - | 2002 PW170               | 5 agosto 2002     | Mauna Kea                |
| 385364 - | 2002 PX173               | 8 agosto 2002     | NEAT                     |
| 385365 - | 2002 PU174               | 15 agosto 2002    | NEAT                     |
| 385366 - | 2002 PH175               | 11 agosto 2002    | NEAT                     |
| 385367 - | 2002 PE176               | 7 agosto 2002     | NEAT                     |
| 385368 - | 2002 PF179               | 12 agosto 2002    | LINEAR                   |
| 385369 - | 2002 PK179               | 8 agosto 2002     | NEAT                     |
| 385370 - | 2002 QM13                | 26 agosto 2002    | NEAT                     |
| 385371 - | 2002 QS16                | 27 agosto 2002    | NEAT                     |
| 385372 - | 2002 QJ19                | 26 agosto 2002    | NEAT                     |
| 385373 - | 2002 QK72                | 17 agosto 2002    | NEAT                     |
| 385374 - | 2002 QM119               | 30 agosto 2002    | NEAT                     |
| 385375 - | 2002 QT124               | 17 agosto 2002    | NEAT                     |
| 385376 - | 2002 RE8                 | 3 settembre 2002  | NEAT                     |
| 385377 - | 2002 RJ8                 | 3 settembre 2002  | NEAT                     |
| 385378 - | 2002 RV34                | 4 settembre 2002  | LONEOS                   |
| 385379 - | 2002 RN58                | 5 settembre 2002  | LONEOS                   |
| 385380 - | 2002 RN112               | 5 settembre 2002  | LINEAR                   |
| 385381 - | 2002 RT125               | 5 settembre 2002  | LINEAR                   |
| 385382 - | 2002 RQ236               | 15 settembre 2002 | Matson, R.               |
| 385383 - | 2002 RK283               | 8 settembre 2002  | NEAT                     |
| 385384 - | 2002 SW2                 | 27 settembre 2002 | NEAT                     |
| 385385 - | 2002 ST72                | 16 settembre 2002 | NEAT                     |
| 385386 - | 2002 TH11                | 1º ottobre 2002   | LONEOS                   |
| 385387 - | 2002 TJ66                | 3 ottobre 2002    | LINEAR                   |
| 385388 - | 2002 TR194               | 3 ottobre 2002    | LINEAR                   |
| 385389 - | 2002 TT263               | 10 ottobre 2002   | LINEAR                   |
| 385390 - | 2002 TU319               | 5 ottobre 2002    | Sloan Digital Sky Survey |
| 385391 - | 2002 TL378               | 15 ottobre 2002   | NEAT                     |
| 385392 - | 2002 UF55                | 29 ottobre 2002   | Sloan Digital Sky Survey |
| 385393 - | 2002 VZ2                 | 1º novembre 2002  | La Palma                 |
| 385394 - | 2002 VZ8                 | 1º novembre 2002  | NEAT                     |
| 385395 - | 2002 VO14                | 6 novembre 2002   | LINEAR                   |
| 385396 - | 2002 VR24                | 5 novembre 2002   | LINEAR                   |
| 385397 - | 2002 VQ26                | 5 novembre 2002   | LINEAR                   |
| 385398 - | 2002 VR30                | 5 novembre 2002   | LINEAR                   |
| 385399 - | 2002 VK66                | 6 novembre 2002   | LINEAR                   |
| 385400 - | 2002 VF124               | 14 novembre 2002  | LINEAR                   |

## 385401-385500
| Nome         | Designazione provvisoria | Data di scoperta  | Scopritore               |
| ------------ | ------------------------ | ----------------- | ------------------------ |
| 385401 -     | 2002 VF127               | 14 novembre 2002  | LINEAR                   |
| 385402 -     | 2002 WZ2                 | 23 novembre 2002  | NEAT                     |
| 385403 -     | 2002 WE10                | 24 novembre 2002  | NEAT                     |
| 385404 -     | 2002 WM30                | 24 novembre 2002  | NEAT                     |
| 385405 -     | 2002 XA7                 | 2 dicembre 2002   | LINEAR                   |
| 385406 -     | 2002 XP34                | 6 dicembre 2002   | LINEAR                   |
| 385407 -     | 2002 XY54                | 10 dicembre 2002  | NEAT                     |
| 385408 -     | 2002 XW64                | 11 dicembre 2002  | LINEAR                   |
| 385409 -     | 2002 XO66                | 10 dicembre 2002  | LINEAR                   |
| 385410 -     | 2002 XF119               | 10 dicembre 2002  | NEAT                     |
| 385411 -     | 2002 YH19                | 31 dicembre 2002  | LINEAR                   |
| 385412 -     | 2003 AQ16                | 5 gennaio 2003    | LINEAR                   |
| 385413 -     | 2003 AS71                | 10 gennaio 2003   | LINEAR                   |
| 385414 -     | 2003 AE73                | 11 gennaio 2003   | LINEAR                   |
| 385415 -     | 2003 AL79                | 11 gennaio 2003   | Spacewatch               |
| 385416 -     | 2003 AF85                | 8 gennaio 2003    | LINEAR                   |
| 385417 -     | 2003 BB47                | 29 gennaio 2003   | NEAT                     |
| 385418 -     | 2003 BV63                | 28 gennaio 2003   | NEAT                     |
| 385419 -     | 2003 BK66                | 30 gennaio 2003   | LONEOS                   |
| 385420 -     | 2003 CT21                | 2 febbraio 2003   | LINEAR                   |
| 385421 -     | 2003 CL26                | 11 febbraio 2003  | NEAT                     |
| 385422 -     | 2003 DF4                 | 21 febbraio 2003  | NEAT                     |
| 385423 -     | 2003 DE6                 | 23 febbraio 2003  | NEAT                     |
| 385424 -     | 2003 DU6                 | 23 febbraio 2003  | Mikuz, H.                |
| 385425 -     | 2003 DA10                | 23 febbraio 2003  | LINEAR                   |
| 385426 -     | 2003 EV6                 | 31 gennaio 2003   | LINEAR                   |
| 385427 -     | 2003 ER46                | 8 marzo 2003      | LINEAR                   |
| 385428 -     | 2003 EU47                | 9 marzo 2003      | LONEOS                   |
| 385429 -     | 2003 EP58                | 10 marzo 2003     | LONEOS                   |
| 385430 -     | 2003 EP62                | 11 marzo 2003     | Spacewatch               |
| 385431 -     | 2003 FA4                 | 25 marzo 2003     | NEAT                     |
| 385432 -     | 2003 FF13                | 7 marzo 2003      | LONEOS                   |
| 385433 -     | 2003 FR56                | 26 marzo 2003     | NEAT                     |
| 385434 -     | 2003 FZ62                | 26 marzo 2003     | NEAT                     |
| 385435 -     | 2003 FA131               | 22 marzo 2003     | NEAT                     |
| 385436 -     | 2003 FQ133               | 27 marzo 2003     | Spacewatch               |
| 385437 -     | 2003 GH55                | 1º aprile 2003    | Deep Lens Survey         |
| 385438 -     | 2003 HQ3                 | 24 aprile 2003    | LONEOS                   |
| 385439 -     | 2003 HS25                | 25 aprile 2003    | Spacewatch               |
| 385440 -     | 2003 MC6                 | 26 giugno 2003    | LINEAR                   |
| 385441 -     | 2003 OG5                 | 22 luglio 2003    | NEAT                     |
| 385442 -     | 2003 OM6                 | 22 luglio 2003    | CINEOS                   |
| 385443 -     | 2003 QX7                 | 21 agosto 2003    | NEAT                     |
| 385444 -     | 2003 QU26                | 22 agosto 2003    | NEAT                     |
| 385445 -     | 2003 QH91                | 24 agosto 2003    | Buie, M. W.              |
| 385446 Manwë | 2003 QW111               | 25 agosto 2003    | Buie, M. W.              |
| 385447 -     | 2003 QF113               | 25 agosto 2003    | Buie, M. W.              |
| 385448 -     | 2003 QC115               | 23 agosto 2003    | LINEAR                   |
| 385449 -     | 2003 SO23                | 17 settembre 2003 | Spacewatch               |
| 385450 -     | 2003 SN26                | 17 settembre 2003 | NEAT                     |
| 385451 -     | 2003 SD53                | 19 settembre 2003 | NEAT                     |
| 385452 -     | 2003 SD64                | 17 settembre 2003 | CINEOS                   |
| 385453 -     | 2003 SS91                | 18 settembre 2003 | LINEAR                   |
| 385454 -     | 2003 SP168               | 23 settembre 2003 | NEAT                     |
| 385455 -     | 2003 SW236               | 19 settembre 2003 | CINEOS                   |
| 385456 -     | 2003 SC279               | 30 settembre 2003 | Spacewatch               |
| 385457 -     | 2003 ST285               | 20 settembre 2003 | Spacewatch               |
| 385458 -     | 2003 SP317               | 25 settembre 2003 | Mauna Kea                |
| 385459 -     | 2003 SG332               | 28 settembre 2003 | LINEAR                   |
| 385460 -     | 2003 SR348               | 18 settembre 2003 | Spacewatch               |
| 385461 -     | 2003 SY379               | 26 settembre 2003 | Sloan Digital Sky Survey |
| 385462 -     | 2003 TY3                 | 2 ottobre 2003    | Spacewatch               |
| 385463 -     | 2003 TG8                 | 2 ottobre 2003    | Spacewatch               |
| 385464 -     | 2003 TQ16                | 14 ottobre 2003   | LONEOS                   |
| 385465 -     | 2003 UF35                | 1º ottobre 2003   | Spacewatch               |
| 385466 -     | 2003 UO40                | 22 settembre 2003 | Spacewatch               |
| 385467 -     | 2003 UD74                | 16 ottobre 2003   | NEAT                     |
| 385468 -     | 2003 UF108               | 19 ottobre 2003   | Spacewatch               |
| 385469 -     | 2003 UE130               | 18 ottobre 2003   | NEAT                     |
| 385470 -     | 2003 UT140               | 28 settembre 2003 | LONEOS                   |
| 385471 -     | 2003 UD188               | 18 ottobre 2003   | LONEOS                   |
| 385472 -     | 2003 UP193               | 20 ottobre 2003   | LINEAR                   |
| 385473 -     | 2003 UJ230               | 23 ottobre 2003   | Spacewatch               |
| 385474 -     | 2003 UC281               | 28 ottobre 2003   | LINEAR                   |
| 385475 -     | 2003 UL288               | 23 ottobre 2003   | Buie, M. W.              |
| 385476 -     | 2003 UC331               | 18 ottobre 2003   | Sloan Digital Sky Survey |
| 385477 -     | 2003 VH3                 | 15 novembre 2003  | Spacewatch               |
| 385478 -     | 2003 WS8                 | 16 novembre 2003  | Spacewatch               |
| 385479 -     | 2003 WE10                | 18 novembre 2003  | Spacewatch               |
| 385480 -     | 2003 WE16                | 23 ottobre 2003   | Spacewatch               |
| 385481 -     | 2003 WL45                | 19 novembre 2003  | NEAT                     |
| 385482 -     | 2003 WK81                | 20 novembre 2003  | LINEAR                   |
| 385483 -     | 2003 WF84                | 21 novembre 2003  | Spacewatch               |
| 385484 -     | 2003 WB122               | 20 novembre 2003  | LINEAR                   |
| 385485 -     | 2003 WJ122               | 23 ottobre 2003   | Spacewatch               |
| 385486 -     | 2003 WP178               | 20 novembre 2003  | Buie, M. W.              |
| 385487 -     | 2003 YJ44                | 19 dicembre 2003  | Spacewatch               |
| 385488 -     | 2003 YK104               | 21 dicembre 2003  | Spacewatch               |
| 385489 -     | 2004 BE34                | 19 gennaio 2004   | Spacewatch               |
| 385490 -     | 2004 BY97                | 27 gennaio 2004   | Spacewatch               |
| 385491 -     | 2004 BD102               | 29 gennaio 2004   | Spacewatch               |
| 385492 -     | 2004 CU39                | 13 febbraio 2004  | Spacewatch               |
| 385493 -     | 2004 CN49                | 14 gennaio 2002   | Spacewatch               |
| 385494 -     | 2004 CO51                | 11 febbraio 2004  | NEAT                     |
| 385495 -     | 2004 CX95                | 13 febbraio 2004  | Spacewatch               |
| 385496 -     | 2004 CF99                | 15 febbraio 2004  | LINEAR                   |
| 385497 -     | 2004 DD                  | 17 febbraio 2004  | Spacewatch               |
| 385498 -     | 2004 DP27                | 16 febbraio 2004  | CSS                      |
| 385499 -     | 2004 DJ63                | 29 febbraio 2004  | Spacewatch               |
| 385500 -     | 2004 DA73                | 17 febbraio 2004  | Spacewatch               |

## 385501-385600
| Nome          | Designazione provvisoria | Data di scoperta  | Scopritore                          |
| ------------- | ------------------------ | ----------------- | ----------------------------------- |
| 385501 -      | 2004 EZ24                | 15 marzo 2004     | LINEAR                              |
| 385502 -      | 2004 EG46                | 25 febbraio 2004  | LINEAR                              |
| 385503 -      | 2004 EL47                | 15 marzo 2004     | CSS                                 |
| 385504 -      | 2004 ED48                | 15 marzo 2004     | CSS                                 |
| 385505 -      | 2004 EX48                | 15 marzo 2004     | CSS                                 |
| 385506 -      | 2004 EO112               | 15 marzo 2004     | LINEAR                              |
| 385507 -      | 2004 FZ31                | 17 marzo 2004     | LINEAR                              |
| 385508 -      | 2004 FT53                | 17 marzo 2004     | Spacewatch                          |
| 385509 -      | 2004 FC81                | 16 marzo 2004     | LINEAR                              |
| 385510 -      | 2004 FB105               | 23 marzo 2004     | Spacewatch                          |
| 385511 -      | 2004 FU124               | 27 marzo 2004     | LINEAR                              |
| 385512 -      | 2004 FP153               | 17 marzo 2004     | Spacewatch                          |
| 385513 -      | 2004 GE54                | 13 aprile 2004    | Spacewatch                          |
| 385514 -      | 2004 GY59                | 13 aprile 2004    | Spacewatch                          |
| 385515 -      | 2004 GV88                | 14 aprile 2004    | Spacewatch                          |
| 385516 -      | 2004 HC3                 | 31 marzo 2004     | Spacewatch                          |
| 385517 -      | 2004 HP20                | 19 aprile 2004    | LINEAR                              |
| 385518 -      | 2004 HP54                | 21 aprile 2004    | CSS                                 |
| 385519 -      | 2004 HO78                | 21 aprile 2004    | Spacewatch                          |
| 385520 -      | 2004 JK8                 | 12 maggio 2004    | CSS                                 |
| 385521 -      | 2004 JR10                | 27 maggio 1997    | Spacewatch                          |
| 385522 -      | 2004 LH3                 | 6 giugno 2004     | NEAT                                |
| 385523 -      | 2004 LL14                | 11 giugno 2004    | LINEAR                              |
| 385524 -      | 2004 MR8                 | 29 giugno 2004    | Siding Spring Survey                |
| 385525 -      | 2004 NZ1                 | 9 luglio 2004     | NEAT                                |
| 385526 -      | 2004 OC                  | 16 luglio 2004    | LINEAR                              |
| 385527 -      | 2004 OK14                | 17 luglio 2004    | Buie, M. W.                         |
| 385528 -      | 2004 OR15                | 22 luglio 2004    | Canada-France Ecliptic Plane Survey |
| 385529 -      | 2004 PT7                 | 6 agosto 2004     | NEAT                                |
| 385530 -      | 2004 PQ26                | 8 agosto 2004     | LINEAR                              |
| 385531 -      | 2004 PX36                | 9 agosto 2004     | LINEAR                              |
| 385532 -      | 2004 PM64                | 10 agosto 2004    | LINEAR                              |
| 385533 -      | 2004 QD29                | 19 agosto 2004    | Gladman, B.                         |
| 385534 -      | 2004 RD5                 | 4 settembre 2004  | NEAT                                |
| 385535 -      | 2004 RL24                | 8 settembre 2004  | LINEAR                              |
| 385536 -      | 2004 RP36                | 7 settembre 2004  | LINEAR                              |
| 385537 -      | 2004 RM42                | 8 settembre 2004  | CINEOS                              |
| 385538 -      | 2004 RJ63                | 8 settembre 2004  | LINEAR                              |
| 385539 -      | 2004 RP73                | 8 settembre 2004  | LINEAR                              |
| 385540 -      | 2004 RT145               | 9 settembre 2004  | LINEAR                              |
| 385541 -      | 2004 RF153               | 10 settembre 2004 | LINEAR                              |
| 385542 -      | 2004 RN179               | 10 settembre 2004 | LINEAR                              |
| 385543 -      | 2004 RU198               | 10 settembre 2004 | LINEAR                              |
| 385544 -      | 2004 RH230               | 9 settembre 2004  | Spacewatch                          |
| 385545 -      | 2004 RS237               | 10 settembre 2004 | Spacewatch                          |
| 385546 -      | 2004 RP262               | 10 settembre 2004 | Spacewatch                          |
| 385547 -      | 2004 RQ307               | 13 settembre 2004 | LINEAR                              |
| 385548 -      | 2004 RB341               | 7 settembre 2004  | LINEAR                              |
| 385549 -      | 2004 SZ3                 | 17 settembre 2004 | LINEAR                              |
| 385550 -      | 2004 SW52                | 22 settembre 2004 | LINEAR                              |
| 385551 -      | 2004 TU6                 | 3 ottobre 2004    | NEAT                                |
| 385552 -      | 2004 TO30                | 4 ottobre 2004    | Spacewatch                          |
| 385553 -      | 2004 TS32                | 4 ottobre 2004    | Spacewatch                          |
| 385554 -      | 2004 TP64                | 5 ottobre 2004    | Spacewatch                          |
| 385555 -      | 2004 TO71                | 6 ottobre 2004    | Spacewatch                          |
| 385556 -      | 2004 TU73                | 6 ottobre 2004    | Spacewatch                          |
| 385557 -      | 2004 TF74                | 6 ottobre 2004    | Spacewatch                          |
| 385558 -      | 2004 TU80                | 5 ottobre 2004    | Spacewatch                          |
| 385559 -      | 2004 TY92                | 5 ottobre 2004    | Spacewatch                          |
| 385560 -      | 2004 TA134               | 7 ottobre 2004    | NEAT                                |
| 385561 -      | 2004 TO140               | 4 ottobre 2004    | Spacewatch                          |
| 385562 -      | 2004 TA156               | 6 ottobre 2004    | Spacewatch                          |
| 385563 -      | 2004 TR160               | 6 ottobre 2004    | Spacewatch                          |
| 385564 -      | 2004 TG195               | 7 ottobre 2004    | Spacewatch                          |
| 385565 -      | 2004 TD196               | 7 ottobre 2004    | Spacewatch                          |
| 385566 -      | 2004 TB244               | 6 ottobre 2004    | Saint-Sulpice                       |
| 385567 -      | 2004 TZ274               | 9 ottobre 2004    | Spacewatch                          |
| 385568 -      | 2004 TW289               | 10 ottobre 2004   | LINEAR                              |
| 385569 -      | 2004 TO332               | 9 ottobre 2004    | Spacewatch                          |
| 385570 -      | 2004 TH367               | 8 ottobre 2004    | LINEAR                              |
| 385571 Otrera | 2004 UP10                | 16 ottobre 2004   | Las Campanas                        |
| 385572 -      | 2004 VS1                 | 4 novembre 2004   | Dellinger, J., Garossino, P.        |
| 385573 -      | 2004 VX7                 | 3 novembre 2004   | Spacewatch                          |
| 385574 -      | 2004 VA18                | 4 novembre 2004   | Spacewatch                          |
| 385575 -      | 2004 VY27                | 5 novembre 2004   | NEAT                                |
| 385576 -      | 2004 VZ35                | 4 novembre 2004   | Spacewatch                          |
| 385577 -      | 2004 VU50                | 4 novembre 2004   | Spacewatch                          |
| 385578 -      | 2004 VL76                | 9 ottobre 2004    | LINEAR                              |
| 385579 -      | 2004 WV9                 | 17 novembre 2004  | CBA-East                            |
| 385580 -      | 2004 XO14                | 10 dicembre 2004  | CSS                                 |
| 385581 -      | 2004 XZ17                | 7 dicembre 2004   | LINEAR                              |
| 385582 -      | 2004 XA30                | 10 dicembre 2004  | LINEAR                              |
| 385583 -      | 2004 XC30                | 10 dicembre 2004  | LONEOS                              |
| 385584 -      | 2004 XZ48                | 11 dicembre 2004  | Spacewatch                          |
| 385585 -      | 2004 XY72                | 9 dicembre 2004   | CSS                                 |
| 385586 -      | 2004 XB78                | 10 dicembre 2004  | LINEAR                              |
| 385587 -      | 2004 XA101               | 14 dicembre 2004  | LINEAR                              |
| 385588 -      | 2004 XK102               | 11 dicembre 2004  | LINEAR                              |
| 385589 -      | 2004 XM110               | 14 dicembre 2004  | LINEAR                              |
| 385590 -      | 2004 XV115               | 12 dicembre 2004  | Spacewatch                          |
| 385591 -      | 2004 XB136               | 15 dicembre 2004  | LINEAR                              |
| 385592 -      | 2005 AX14                | 6 gennaio 2005    | CSS                                 |
| 385593 -      | 2005 AN30                | 9 gennaio 2005    | CSS                                 |
| 385594 -      | 2005 AF78                | 15 gennaio 2005   | Spacewatch                          |
| 385595 -      | 2005 BR26                | 19 gennaio 2005   | LINEAR                              |
| 385596 -      | 2005 CO15                | 2 febbraio 2005   | LINEAR                              |
| 385597 -      | 2005 CU47                | 2 febbraio 2005   | Spacewatch                          |
| 385598 -      | 2005 EX9                 | 2 marzo 2005      | Spacewatch                          |
| 385599 -      | 2005 EN84                | 4 marzo 2005      | LINEAR                              |
| 385600 -      | 2005 EH112               | 4 marzo 2005      | LINEAR                              |

## 385601-385700
| Nome         | Designazione provvisoria | Data di scoperta  | Scopritore                       |
| ------------ | ------------------------ | ----------------- | -------------------------------- |
| 385601 -     | 2005 ES116               | 4 marzo 2005      | Mt. Lemmon Survey                |
| 385602 -     | 2005 EK130               | 9 marzo 2005      | Mt. Lemmon Survey                |
| 385603 -     | 2005 ED184               | 9 marzo 2005      | Mt. Lemmon Survey                |
| 385604 -     | 2005 EV205               | 13 marzo 2005     | Mt. Lemmon Survey                |
| 385605 -     | 2005 EJ225               | 14 marzo 2005     | Mt. Lemmon Survey                |
| 385606 -     | 2005 EV250               | 9 marzo 2005      | LINEAR                           |
| 385607 -     | 2005 EO297               | 11 marzo 2005     | Buie, M. W.                      |
| 385608 -     | 2005 GM10                | 11 marzo 2005     | Spacewatch                       |
| 385609 -     | 2005 GS34                | 1º aprile 2005    | LONEOS                           |
| 385610 -     | 2005 GV56                | 6 aprile 2005     | Spacewatch                       |
| 385611 -     | 2005 GC65                | 2 aprile 2005     | CSS                              |
| 385612 -     | 2005 GQ79                | 6 aprile 2005     | Mt. Lemmon Survey                |
| 385613 -     | 2005 GP91                | 6 aprile 2005     | Spacewatch                       |
| 385614 -     | 2005 GA142               | 10 aprile 2005    | Spacewatch                       |
| 385615 -     | 2005 GF210               | 9 aprile 2005     | CSS                              |
| 385616 -     | 2005 JP128               | 13 maggio 2005    | Spacewatch                       |
| 385617 -     | 2005 ML21                | 30 giugno 2005    | Spacewatch                       |
| 385618 -     | 2005 MW21                | 30 giugno 2005    | Spacewatch                       |
| 385619 -     | 2005 MB22                | 30 giugno 2005    | Spacewatch                       |
| 385620 -     | 2005 MA26                | 1º giugno 2005    | Mt. Lemmon Survey                |
| 385621 -     | 2005 MS31                | 28 giugno 2005    | Spacewatch                       |
| 385622 -     | 2005 NR4                 | 3 luglio 2005     | Mt. Lemmon Survey                |
| 385623 -     | 2005 NT5                 | 3 luglio 2005     | Mt. Lemmon Survey                |
| 385624 -     | 2005 ND22                | 1º luglio 2005    | Spacewatch                       |
| 385625 -     | 2005 NS30                | 4 luglio 2005     | Spacewatch                       |
| 385626 -     | 2005 NO31                | 4 luglio 2005     | NEAT                             |
| 385627 -     | 2005 NZ43                | 6 luglio 2005     | Spacewatch                       |
| 385628 -     | 2005 NG84                | 2 luglio 2005     | Spacewatch                       |
| 385629 -     | 2005 OU18                | 30 luglio 2005    | NEAT                             |
| 385630 -     | 2005 OP21                | 28 luglio 2005    | NEAT                             |
| 385631 -     | 2005 QK52                | 27 agosto 2005    | Spacewatch                       |
| 385632 -     | 2005 QQ52                | 27 agosto 2005    | NEAT                             |
| 385633 -     | 2005 QD57                | 29 agosto 2005    | Ory, M.                          |
| 385634 -     | 2005 QW65                | 12 luglio 2005    | LONEOS                           |
| 385635 -     | 2005 QX73                | 29 agosto 2005    | LONEOS                           |
| 385636 -     | 2005 QS75                | 30 agosto 2005    | Spacewatch                       |
| 385637 -     | 2005 QQ88                | 29 agosto 2005    | St. Veran                        |
| 385638 -     | 2005 QY110               | 27 agosto 2005    | NEAT                             |
| 385639 -     | 2005 QB116               | 28 agosto 2005    | Spacewatch                       |
| 385640 -     | 2005 QW116               | 28 agosto 2005    | Spacewatch                       |
| 385641 -     | 2005 QT120               | 28 agosto 2005    | Spacewatch                       |
| 385642 -     | 2005 QX131               | 28 agosto 2005    | Spacewatch                       |
| 385643 -     | 2005 QR133               | 28 agosto 2005    | Spacewatch                       |
| 385644 -     | 2005 QH138               | 28 agosto 2005    | Spacewatch                       |
| 385645 -     | 2005 QS174               | 31 agosto 2005    | Spacewatch                       |
| 385646 -     | 2005 QN175               | 31 agosto 2005    | Spacewatch                       |
| 385647 -     | 2005 QR178               | 29 agosto 2005    | Spacewatch                       |
| 385648 -     | 2005 QU181               | 31 agosto 2005    | LONEOS                           |
| 385649 -     | 2005 QG190               | 31 agosto 2005    | Spacewatch                       |
| 385650 -     | 2005 RW11                | 11 settembre 2005 | Healy, D.                        |
| 385651 -     | 2005 RZ14                | 1º settembre 2005 | Spacewatch                       |
| 385652 -     | 2005 RU21                | 6 settembre 2005  | LONEOS                           |
| 385653 -     | 2005 RL23                | 29 agosto 2005    | Spacewatch                       |
| 385654 -     | 2005 RY23                | 10 settembre 2005 | LONEOS                           |
| 385655 -     | 2005 RW40                | 6 settembre 2005  | LONEOS                           |
| 385656 -     | 2005 RK51                | 10 settembre 2005 | LONEOS                           |
| 385657 -     | 2005 SQ14                | 25 settembre 2005 | CSS                              |
| 385658 -     | 2005 SS21                | 26 settembre 2005 | Spacewatch                       |
| 385659 -     | 2005 SZ35                | 23 settembre 2005 | Spacewatch                       |
| 385660 -     | 2005 SM47                | 24 settembre 2005 | Spacewatch                       |
| 385661 -     | 2005 SZ51                | 24 settembre 2005 | Spacewatch                       |
| 385662 -     | 2005 SH92                | 24 settembre 2005 | Spacewatch                       |
| 385663 -     | 2005 SH95                | 25 settembre 2005 | Spacewatch                       |
| 385664 -     | 2005 SG99                | 25 settembre 2005 | Spacewatch                       |
| 385665 -     | 2005 SR99                | 25 settembre 2005 | Spacewatch                       |
| 385666 -     | 2005 SH100               | 25 settembre 2005 | Spacewatch                       |
| 385667 -     | 2005 ST113               | 27 settembre 2005 | Spacewatch                       |
| 385668 -     | 2005 ST130               | 29 settembre 2005 | Mt. Lemmon Survey                |
| 385669 -     | 2005 SS144               | 25 settembre 2005 | Spacewatch                       |
| 385670 -     | 2005 SD145               | 25 settembre 2005 | Spacewatch                       |
| 385671 -     | 2005 SB167               | 14 settembre 2005 | CSS                              |
| 385672 -     | 2005 SK169               | 29 settembre 2005 | Spacewatch                       |
| 385673 -     | 2005 SD179               | 29 settembre 2005 | LONEOS                           |
| 385674 -     | 2005 SW183               | 29 settembre 2005 | Spacewatch                       |
| 385675 -     | 2005 SY187               | 29 settembre 2005 | Mt. Lemmon Survey                |
| 385676 -     | 2005 SR188               | 29 settembre 2005 | Mt. Lemmon Survey                |
| 385677 -     | 2005 SS195               | 30 settembre 2005 | Spacewatch                       |
| 385678 -     | 2005 SQ204               | 30 settembre 2005 | LONEOS                           |
| 385679 -     | 2005 SV206               | 30 settembre 2005 | Mt. Lemmon Survey                |
| 385680 -     | 2005 SX206               | 30 settembre 2005 | Mt. Lemmon Survey                |
| 385681 -     | 2005 SA211               | 30 settembre 2005 | NEAT                             |
| 385682 -     | 2005 SN239               | 30 settembre 2005 | Spacewatch                       |
| 385683 -     | 2005 SA249               | 30 settembre 2005 | Mt. Lemmon Survey                |
| 385684 -     | 2005 SF252               | 24 settembre 2005 | NEAT                             |
| 385685 -     | 2005 SK255               | 22 settembre 2005 | NEAT                             |
| 385686 -     | 2005 SO260               | 23 settembre 2005 | Spacewatch                       |
| 385687 -     | 2005 SF286               | 25 settembre 2005 | Becker, A. C.                    |
| 385688 -     | 2005 TK12                | 1º ottobre 2005   | Spacewatch                       |
| 385689 -     | 2005 TP16                | 1º ottobre 2005   | Spacewatch                       |
| 385690 -     | 2005 TM37                | 14 settembre 2005 | Spacewatch                       |
| 385691 -     | 2005 TX45                | 30 settembre 2005 | Mt. Lemmon Survey                |
| 385692 -     | 2005 TH52                | 5 ottobre 2005    | Spacewatch                       |
| 385693 -     | 2005 TR52                | 11 ottobre 2005   | Healy, D.                        |
| 385694 -     | 2005 TV60                | 3 ottobre 2005    | Spacewatch                       |
| 385695 Clete | 2005 TO74                | 8 ottobre 2005    | Trujillo, C. A., Sheppard, S. S. |
| 385696 -     | 2005 TV100               | 7 ottobre 2005    | CSS                              |
| 385697 -     | 2005 TC104               | 30 settembre 2005 | CSS                              |
| 385698 -     | 2005 TB114               | 27 settembre 2005 | Spacewatch                       |
| 385699 -     | 2005 TX121               | 7 ottobre 2005    | Spacewatch                       |
| 385700 -     | 2005 TL153               | 7 ottobre 2005    | Mt. Lemmon Survey                |

## 385701-385800
| Nome     | Designazione provvisoria | Data di scoperta | Scopritore        |
| -------- | ------------------------ | ---------------- | ----------------- |
| 385701 - | 2005 TZ158               | 1º ottobre 2005  | Mt. Lemmon Survey |
| 385702 - | 2005 UO9                 | 21 ottobre 2005  | NEAT              |
| 385703 - | 2005 UO15                | 22 ottobre 2005  | Spacewatch        |
| 385704 - | 2005 UH27                | 1º ottobre 2005  | Mt. Lemmon Survey |
| 385705 - | 2005 UJ28                | 23 ottobre 2005  | Spacewatch        |
| 385706 - | 2005 UB30                | 23 ottobre 2005  | CSS               |
| 385707 - | 2005 UE46                | 22 ottobre 2005  | Spacewatch        |
| 385708 - | 2005 UV48                | 23 ottobre 2005  | Spacewatch        |
| 385709 - | 2005 UQ61                | 25 ottobre 2005  | Mt. Lemmon Survey |
| 385710 - | 2005 UJ71                | 23 ottobre 2005  | CSS               |
| 385711 - | 2005 UH84                | 22 ottobre 2005  | Spacewatch        |
| 385712 - | 2005 UR98                | 22 ottobre 2005  | NEAT              |
| 385713 - | 2005 UJ103               | 22 ottobre 2005  | Spacewatch        |
| 385714 - | 2005 UR103               | 22 ottobre 2005  | Spacewatch        |
| 385715 - | 2005 UL117               | 24 ottobre 2005  | Spacewatch        |
| 385716 - | 2005 UN119               | 24 ottobre 2005  | Spacewatch        |
| 385717 - | 2005 UC127               | 24 ottobre 2005  | Spacewatch        |
| 385718 - | 2005 UA154               | 26 ottobre 2005  | Spacewatch        |
| 385719 - | 2005 UZ157               | 27 ottobre 2005  | Spacewatch        |
| 385720 - | 2005 UV160               | 22 ottobre 2005  | CSS               |
| 385721 - | 2005 UB179               | 24 ottobre 2005  | Spacewatch        |
| 385722 - | 2005 UR200               | 25 ottobre 2005  | Spacewatch        |
| 385723 - | 2005 UY269               | 28 ottobre 2005  | LINEAR            |
| 385724 - | 2005 UB273               | 28 ottobre 2005  | Spacewatch        |
| 385725 - | 2005 UR299               | 26 ottobre 2005  | Spacewatch        |
| 385726 - | 2005 UQ302               | 26 ottobre 2005  | Spacewatch        |
| 385727 - | 2005 UA338               | 11 marzo 2003    | Spacewatch        |
| 385728 - | 2005 UG350               | 23 ottobre 2005  | CSS               |
| 385729 - | 2005 UQ371               | 27 ottobre 2005  | Mt. Lemmon Survey |
| 385730 - | 2005 UH396               | 25 ottobre 2005  | Spacewatch        |
| 385731 - | 2005 UP397               | 28 ottobre 2005  | CSS               |
| 385732 - | 2005 UF413               | 31 ottobre 2005  | LINEAR            |
| 385733 - | 2005 UG439               | 29 ottobre 2005  | CSS               |
| 385734 - | 2005 UQ444               | 30 ottobre 2005  | CSS               |
| 385735 - | 2005 VQ53                | 4 novembre 2005  | LINEAR            |
| 385736 - | 2005 VP71                | 1º novembre 2005 | Mt. Lemmon Survey |
| 385737 - | 2005 VQ79                | 4 novembre 2005  | Mt. Lemmon Survey |
| 385738 - | 2005 VA114               | 10 novembre 2005 | Mt. Lemmon Survey |
| 385739 - | 2005 VB130               | 1º novembre 2005 | Becker, A. C.     |
| 385740 - | 2005 WK40                | 25 novembre 2005 | Mt. Lemmon Survey |
| 385741 - | 2005 WY41                | 31 ottobre 2005  | Spacewatch        |
| 385742 - | 2005 WX54                | 30 ottobre 2005  | LINEAR            |
| 385743 - | 2005 WM69                | 26 novembre 2005 | Spacewatch        |
| 385744 - | 2005 WV93                | 26 novembre 2005 | Mt. Lemmon Survey |
| 385745 - | 2005 WG193               | 26 novembre 2005 | CSS               |
| 385746 - | 2005 XH19                | 2 dicembre 2005  | Spacewatch        |
| 385747 - | 2005 XC30                | 1º dicembre 2005 | Mt. Lemmon Survey |
| 385748 - | 2005 XU78                | 2 dicembre 2005  | CSS               |
| 385749 - | 2005 XR85                | 2 dicembre 2005  | Spacewatch        |
| 385750 - | 2005 XJ112               | 2 dicembre 2005  | Buie, M. W.       |
| 385751 - | 2005 YQ7                 | 22 dicembre 2005 | Spacewatch        |
| 385752 - | 2005 YZ13                | 22 dicembre 2005 | Spacewatch        |
| 385753 - | 2005 YY16                | 23 dicembre 2005 | Spacewatch        |
| 385754 - | 2005 YG24                | 24 dicembre 2005 | Spacewatch        |
| 385755 - | 2005 YQ24                | 24 dicembre 2005 | Spacewatch        |
| 385756 - | 2005 YW30                | 22 dicembre 2005 | Spacewatch        |
| 385757 - | 2005 YK32                | 22 dicembre 2005 | Spacewatch        |
| 385758 - | 2005 YH55                | 25 dicembre 2005 | Spacewatch        |
| 385759 - | 2005 YO69                | 26 dicembre 2005 | Spacewatch        |
| 385760 - | 2005 YF71                | 24 dicembre 2005 | Spacewatch        |
| 385761 - | 2005 YK74                | 8 dicembre 2005  | Spacewatch        |
| 385762 - | 2005 YN75                | 24 dicembre 2005 | Spacewatch        |
| 385763 - | 2005 YF76                | 24 dicembre 2005 | Spacewatch        |
| 385764 - | 2005 YN79                | 24 dicembre 2005 | Spacewatch        |
| 385765 - | 2005 YC114               | 25 dicembre 2005 | Spacewatch        |
| 385766 - | 2005 YP121               | 28 dicembre 2005 | CSS               |
| 385767 - | 2005 YD128               | 28 dicembre 2005 | Mt. Lemmon Survey |
| 385768 - | 2005 YC144               | 28 dicembre 2005 | Mt. Lemmon Survey |
| 385769 - | 2005 YV144               | 28 dicembre 2005 | Mt. Lemmon Survey |
| 385770 - | 2005 YQ191               | 30 dicembre 2005 | Spacewatch        |
| 385771 - | 2005 YE212               | 28 dicembre 2005 | CSS               |
| 385772 - | 2005 YO258               | 22 dicembre 2005 | Spacewatch        |
| 385773 - | 2005 YB291               | 28 dicembre 2005 | Mt. Lemmon Survey |
| 385774 - | 2006 AA14                | 25 dicembre 2005 | Spacewatch        |
| 385775 - | 2006 AE22                | 5 dicembre 2005  | CSS               |
| 385776 - | 2006 AD23                | 4 gennaio 2006   | Spacewatch        |
| 385777 - | 2006 AJ53                | 5 gennaio 2006   | Spacewatch        |
| 385778 - | 2006 AE74                | 4 gennaio 2006   | CSS               |
| 385779 - | 2006 AJ79                | 6 gennaio 2006   | Spacewatch        |
| 385780 - | 2006 AO95                | 9 gennaio 2006   | Spacewatch        |
| 385781 - | 2006 BR                  | 20 gennaio 2006  | LINEAR            |
| 385782 - | 2006 BG42                | 23 gennaio 2006  | Spacewatch        |
| 385783 - | 2006 BV50                | 24 dicembre 2005 | Spacewatch        |
| 385784 - | 2006 BK65                | 23 gennaio 2006  | Spacewatch        |
| 385785 - | 2006 BA75                | 23 gennaio 2006  | Spacewatch        |
| 385786 - | 2006 BC75                | 23 gennaio 2006  | Spacewatch        |
| 385787 - | 2006 BM76                | 23 gennaio 2006  | Spacewatch        |
| 385788 - | 2006 BY86                | 25 gennaio 2006  | Spacewatch        |
| 385789 - | 2006 BT100               | 23 gennaio 2006  | Spacewatch        |
| 385790 - | 2006 BG108               | 25 gennaio 2006  | Spacewatch        |
| 385791 - | 2006 BN114               | 25 gennaio 2006  | Spacewatch        |
| 385792 - | 2006 BV127               | 26 gennaio 2006  | Spacewatch        |
| 385793 - | 2006 BV178               | 27 gennaio 2006  | LONEOS            |
| 385794 - | 2006 BY181               | 27 gennaio 2006  | Mt. Lemmon Survey |
| 385795 - | 2006 BJ265               | 31 gennaio 2006  | Spacewatch        |
| 385796 - | 2006 BF277               | 30 gennaio 2006  | Spacewatch        |
| 385797 - | 2006 BV277               | 30 gennaio 2006  | Spacewatch        |
| 385798 - | 2006 BF281               | 30 gennaio 2006  | Spacewatch        |
| 385799 - | 2006 CZ                  | 3 febbraio 2006  | LINEAR            |
| 385800 - | 2006 CA1                 | 3 febbraio 2006  | LINEAR            |

## 385801-385900
| Nome     | Designazione provvisoria | Data di scoperta  | Scopritore              |
| -------- | ------------------------ | ----------------- | ----------------------- |
| 385801 - | 2006 CS18                | 1º febbraio 2006  | Spacewatch              |
| 385802 - | 2006 DO11                | 21 febbraio 2006  | CSS                     |
| 385803 - | 2006 DL23                | 20 febbraio 2006  | Spacewatch              |
| 385804 - | 2006 DS23                | 20 febbraio 2006  | Spacewatch              |
| 385805 - | 2006 DO37                | 20 febbraio 2006  | Mt. Lemmon Survey       |
| 385806 - | 2006 DT52                | 24 febbraio 2006  | Spacewatch              |
| 385807 - | 2006 DH57                | 24 febbraio 2006  | CSS                     |
| 385808 - | 2006 DO67                | 22 febbraio 2006  | CSS                     |
| 385809 - | 2006 DV91                | 24 febbraio 2006  | Mt. Lemmon Survey       |
| 385810 - | 2006 DB120               | 20 febbraio 2006  | CSS                     |
| 385811 - | 2006 DL121               | 23 gennaio 2006   | Spacewatch              |
| 385812 - | 2006 DC156               | 27 febbraio 2006  | Spacewatch              |
| 385813 - | 2006 DX161               | 27 febbraio 2006  | Mt. Lemmon Survey       |
| 385814 - | 2006 DX198               | 27 febbraio 2006  | CSS                     |
| 385815 - | 2006 EP16                | 2 marzo 2006      | Spacewatch              |
| 385816 - | 2006 EN28                | 3 marzo 2006      | Spacewatch              |
| 385817 - | 2006 EW69                | 2 marzo 2006      | Mt. Lemmon Survey       |
| 385818 - | 2006 FK7                 | 23 marzo 2006     | Spacewatch              |
| 385819 - | 2006 FE14                | 23 marzo 2006     | Spacewatch              |
| 385820 - | 2006 FH28                | 24 marzo 2006     | Mt. Lemmon Survey       |
| 385821 - | 2006 FZ50                | 24 marzo 2006     | CSS                     |
| 385822 - | 2006 FW53                | 24 marzo 2006     | Spacewatch              |
| 385823 - | 2006 GN2                 | 9 marzo 2006      | Spacewatch              |
| 385824 - | 2006 GW6                 | 2 aprile 2006     | Spacewatch              |
| 385825 - | 2006 GG12                | 2 aprile 2006     | Spacewatch              |
| 385826 - | 2006 GW28                | 2 aprile 2006     | Spacewatch              |
| 385827 - | 2006 GB32                | 6 aprile 2006     | CSS                     |
| 385828 - | 2006 GJ32                | 7 aprile 2006     | Spacewatch              |
| 385829 - | 2006 GQ54                | 8 aprile 2006     | Spacewatch              |
| 385830 - | 2006 HE3                 | 18 aprile 2006    | Spacewatch              |
| 385831 - | 2006 HJ11                | 18 dicembre 2004  | Mt. Lemmon Survey       |
| 385832 - | 2006 HQ25                | 20 aprile 2006    | Spacewatch              |
| 385833 - | 2006 HJ31                | 18 aprile 2006    | LONEOS                  |
| 385834 - | 2006 HH43                | 24 aprile 2006    | Mt. Lemmon Survey       |
| 385835 - | 2006 HP71                | 25 aprile 2006    | Spacewatch              |
| 385836 - | 2006 HE74                | 25 aprile 2006    | Spacewatch              |
| 385837 - | 2006 HP79                | 26 aprile 2006    | Spacewatch              |
| 385838 - | 2006 HW90                | 29 aprile 2006    | Spacewatch              |
| 385839 - | 2006 HS103               | 30 aprile 2006    | Spacewatch              |
| 385840 - | 2006 HF105               | 23 aprile 2006    | CSS                     |
| 385841 - | 2006 HA109               | 30 aprile 2006    | CSS                     |
| 385842 - | 2006 HV109               | 30 aprile 2006    | Spacewatch              |
| 385843 - | 2006 JY25                | 6 maggio 2006     | Mt. Lemmon Survey       |
| 385844 - | 2006 JF52                | 4 maggio 2006     | Spacewatch              |
| 385845 - | 2006 KB3                 | 18 maggio 2006    | NEAT                    |
| 385846 - | 2006 KK9                 | 23 marzo 2006     | Spacewatch              |
| 385847 - | 2006 KZ27                | 27 settembre 2003 | Spacewatch              |
| 385848 - | 2006 KD30                | 1º maggio 2006    | Spacewatch              |
| 385849 - | 2006 KC60                | 22 maggio 2006    | Spacewatch              |
| 385850 - | 2006 KF65                | 24 maggio 2006    | Spacewatch              |
| 385851 - | 2006 LV2                 | 5 giugno 2006     | LINEAR                  |
| 385852 - | 2006 OQ5                 | 22 luglio 2006    | NEAT                    |
| 385853 - | 2006 PU35                | 12 agosto 2006    | NEAT                    |
| 385854 - | 2006 QQ10                | 19 agosto 2006    | Sarneczky, K., Kuli, Z. |
| 385855 - | 2006 QE64                | 25 agosto 2006    | LINEAR                  |
| 385856 - | 2006 QH110               | 28 agosto 2006    | Spacewatch              |
| 385857 - | 2006 QZ136               | 16 agosto 2006    | NEAT                    |
| 385858 - | 2006 QC150               | 19 agosto 2006    | Spacewatch              |
| 385859 - | 2006 QY150               | 19 agosto 2006    | Spacewatch              |
| 385860 - | 2006 QG151               | 19 agosto 2006    | Spacewatch              |
| 385861 - | 2006 QQ151               | 5 aprile 2005     | Mt. Lemmon Survey       |
| 385862 - | 2006 QK184               | 18 agosto 2006    | Spacewatch              |
| 385863 - | 2006 RE14                | 14 settembre 2006 | Spacewatch              |
| 385864 - | 2006 RR15                | 27 agosto 2006    | LONEOS                  |
| 385865 - | 2006 RF21                | 15 settembre 2006 | Spacewatch              |
| 385866 - | 2006 RS22                | 15 settembre 2006 | Tucker, R. A.           |
| 385867 - | 2006 RW29                | 15 settembre 2006 | Spacewatch              |
| 385868 - | 2006 RU36                | 12 settembre 2006 | CSS                     |
| 385869 - | 2006 RJ64                | 12 settembre 2006 | CSS                     |
| 385870 - | 2006 RL66                | 14 settembre 2006 | Spacewatch              |
| 385871 - | 2006 RS71                | 15 settembre 2006 | Spacewatch              |
| 385872 - | 2006 RU71                | 15 settembre 2006 | Spacewatch              |
| 385873 - | 2006 RA74                | 15 settembre 2006 | Spacewatch              |
| 385874 - | 2006 RC83                | 15 settembre 2006 | Spacewatch              |
| 385875 - | 2006 RJ101               | 1º settembre 2006 | Siding Spring Survey    |
| 385876 - | 2006 SM16                | 17 settembre 2006 | Spacewatch              |
| 385877 - | 2006 SO16                | 17 settembre 2006 | CSS                     |
| 385878 - | 2006 SY31                | 17 settembre 2006 | Spacewatch              |
| 385879 - | 2006 SV35                | 17 settembre 2006 | LONEOS                  |
| 385880 - | 2006 SB77                | 18 settembre 2006 | Calvin College          |
| 385881 - | 2006 SP89                | 18 settembre 2006 | Spacewatch              |
| 385882 - | 2006 SG92                | 18 settembre 2006 | Spacewatch              |
| 385883 - | 2006 SO125               | 20 settembre 2006 | CSS                     |
| 385884 - | 2006 SO131               | 26 settembre 2006 | CSS                     |
| 385885 - | 2006 SB141               | 25 settembre 2006 | LONEOS                  |
| 385886 - | 2006 SF157               | 23 settembre 2006 | Spacewatch              |
| 385887 - | 2006 SR167               | 25 settembre 2006 | Spacewatch              |
| 385888 - | 2006 SV181               | 25 settembre 2006 | LONEOS                  |
| 385889 - | 2006 SF207               | 25 settembre 2006 | Spacewatch              |
| 385890 - | 2006 SU225               | 26 settembre 2006 | Spacewatch              |
| 385891 - | 2006 SC227               | 26 settembre 2006 | Spacewatch              |
| 385892 - | 2006 SC232               | 26 settembre 2006 | Spacewatch              |
| 385893 - | 2006 SJ232               | 26 settembre 2006 | Spacewatch              |
| 385894 - | 2006 SO233               | 26 settembre 2006 | Spacewatch              |
| 385895 - | 2006 SO234               | 18 settembre 2006 | Spacewatch              |
| 385896 - | 2006 SN257               | 19 settembre 2006 | Spacewatch              |
| 385897 - | 2006 SG258               | 17 aprile 2005    | Spacewatch              |
| 385898 - | 2006 SD275               | 27 settembre 2006 | Mt. Lemmon Survey       |
| 385899 - | 2006 SZ306               | 27 settembre 2006 | Spacewatch              |
| 385900 - | 2006 SL320               | 27 settembre 2006 | Spacewatch              |

## 385901-386000
| Nome               | Designazione provvisoria | Data di scoperta  | Scopritore        |
| ------------------ | ------------------------ | ----------------- | ----------------- |
| 385901 -           | 2006 SK343               | 28 settembre 2006 | Spacewatch        |
| 385902 -           | 2006 SK352               | 30 settembre 2006 | CSS               |
| 385903 -           | 2006 SU357               | 30 settembre 2006 | Mt. Lemmon Survey |
| 385904 -           | 2006 SW375               | 17 settembre 2006 | Becker, A. C.     |
| 385905 -           | 2006 SX375               | 17 settembre 2006 | Becker, A. C.     |
| 385906 -           | 2006 SH379               | 19 settembre 2006 | Becker, A. C.     |
| 385907 -           | 2006 SF386               | 29 settembre 2006 | Becker, A. C.     |
| 385908 -           | 2006 SU396               | 18 settembre 2006 | Spacewatch        |
| 385909 -           | 2006 SY402               | 26 settembre 2006 | Mt. Lemmon Survey |
| 385910 -           | 2006 SX407               | 25 settembre 2006 | Mt. Lemmon Survey |
| 385911 -           | 2006 SF408               | 28 settembre 2006 | Mt. Lemmon Survey |
| 385912 -           | 2006 SN412               | 30 settembre 2006 | Mt. Lemmon Survey |
| 385913 -           | 2006 TO26                | 26 settembre 2006 | Mt. Lemmon Survey |
| 385914 -           | 2006 TS31                | 25 settembre 2006 | Mt. Lemmon Survey |
| 385915 -           | 2006 TN34                | 12 ottobre 2006   | Spacewatch        |
| 385916 -           | 2006 TC38                | 12 ottobre 2006   | Spacewatch        |
| 385917 -           | 2006 TC39                | 12 ottobre 2006   | Spacewatch        |
| 385918 -           | 2006 TM39                | 12 ottobre 2006   | Spacewatch        |
| 385919 -           | 2006 TH47                | 12 ottobre 2006   | Spacewatch        |
| 385920 -           | 2006 TV72                | 26 settembre 2006 | Spacewatch        |
| 385921 -           | 2006 TC74                | 11 ottobre 2006   | NEAT              |
| 385922 -           | 2006 TG101               | 15 ottobre 2006   | Spacewatch        |
| 385923 -           | 2006 TB103               | 15 ottobre 2006   | Spacewatch        |
| 385924 -           | 2006 TS113               | 1º ottobre 2006   | Becker, A. C.     |
| 385925 -           | 2006 TG115               | 1º ottobre 2006   | Becker, A. C.     |
| 385926 -           | 2006 TE116               | 2 ottobre 2006    | Becker, A. C.     |
| 385927 -           | 2006 TM116               | 2 ottobre 2006    | Becker, A. C.     |
| 385928 -           | 2006 UK4                 | 16 ottobre 2006   | Spacewatch        |
| 385929 -           | 2006 UC11                | 26 settembre 2006 | Mt. Lemmon Survey |
| 385930 -           | 2006 UD62                | 17 ottobre 2006   | Spacewatch        |
| 385931 -           | 2006 UR63                | 16 ottobre 2006   | CSS               |
| 385932 -           | 2006 UX72                | 17 ottobre 2006   | Spacewatch        |
| 385933 -           | 2006 UJ82                | 17 ottobre 2006   | Mt. Lemmon Survey |
| 385934 -           | 2006 UU88                | 17 ottobre 2006   | Spacewatch        |
| 385935 -           | 2006 UB94                | 2 ottobre 2006    | Mt. Lemmon Survey |
| 385936 -           | 2006 UF104               | 18 ottobre 2006   | Spacewatch        |
| 385937 -           | 2006 UT110               | 19 ottobre 2006   | Spacewatch        |
| 385938 -           | 2006 UP113               | 25 settembre 2006 | Spacewatch        |
| 385939 -           | 2006 UR118               | 19 ottobre 2006   | Spacewatch        |
| 385940 -           | 2006 UW129               | 19 ottobre 2006   | Spacewatch        |
| 385941 -           | 2006 UN133               | 19 ottobre 2006   | Spacewatch        |
| 385942 -           | 2006 UA174               | 19 ottobre 2006   | CSS               |
| 385943 -           | 2006 UK187               | 28 settembre 2006 | CSS               |
| 385944 -           | 2006 UW187               | 28 settembre 2006 | CSS               |
| 385945 -           | 2006 UQ196               | 20 ottobre 2006   | Spacewatch        |
| 385946 -           | 2006 UD199               | 12 ottobre 2006   | Spacewatch        |
| 385947 -           | 2006 UD217               | 27 ottobre 2006   | Mt. Lemmon Survey |
| 385948 -           | 2006 UN222               | 17 ottobre 2006   | CSS               |
| 385949 -           | 2006 UX266               | 27 ottobre 2006   | CSS               |
| 385950 -           | 2006 UY296               | 19 ottobre 2006   | Buie, M. W.       |
| 385951 -           | 2006 VD4                 | 9 novembre 2006   | Spacewatch        |
| 385952 -           | 2006 VV7                 | 10 novembre 2006  | Spacewatch        |
| 385953 -           | 2006 VQ26                | 10 novembre 2006  | Spacewatch        |
| 385954 -           | 2006 VO27                | 10 novembre 2006  | Spacewatch        |
| 385955 -           | 2006 VV42                | 12 novembre 2006  | Mt. Lemmon Survey |
| 385956 -           | 2006 VX53                | 11 novembre 2006  | Spacewatch        |
| 385957 -           | 2006 VK60                | 19 ottobre 2006   | Mt. Lemmon Survey |
| 385958 -           | 2006 VX63                | 11 novembre 2006  | Spacewatch        |
| 385959 -           | 2006 VX71                | 3 ottobre 2006    | Mt. Lemmon Survey |
| 385960 -           | 2006 VC87                | 14 novembre 2006  | CSS               |
| 385961 -           | 2006 VL126               | 3 ottobre 2006    | Spacewatch        |
| 385962 -           | 2006 VK141               | 13 novembre 2006  | Spacewatch        |
| 385963 -           | 2006 WM37                | 16 novembre 2006  | Spacewatch        |
| 385964 -           | 2006 WM157               | 22 novembre 2006  | CSS               |
| 385965 -           | 2006 WU163               | 23 novembre 2006  | Spacewatch        |
| 385966 -           | 2006 WX166               | 23 novembre 2006  | Spacewatch        |
| 385967 -           | 2006 WE170               | 23 novembre 2006  | Spacewatch        |
| 385968 -           | 2006 WF174               | 23 novembre 2006  | Spacewatch        |
| 385969 -           | 2006 WE184               | 25 novembre 2006  | Spacewatch        |
| 385970 -           | 2006 WJ184               | 25 novembre 2006  | Mt. Lemmon Survey |
| 385971 -           | 2006 WL185               | 20 novembre 2006  | Spacewatch        |
| 385972 -           | 2006 WG195               | 29 novembre 2006  | LINEAR            |
| 385973 -           | 2006 XW5                 | 7 dicembre 2006   | NEAT              |
| 385974 -           | 2006 XK17                | 10 dicembre 2006  | Spacewatch        |
| 385975 -           | 2006 XV59                | 14 dicembre 2006  | Spacewatch        |
| 385976 -           | 2006 YM8                 | 20 dicembre 2006  | Mt. Lemmon Survey |
| 385977 -           | 2006 YJ37                | 21 dicembre 2006  | Spacewatch        |
| 385978 -           | 2006 YO40                | 22 dicembre 2006  | Spacewatch        |
| 385979 -           | 2006 YO41                | 22 dicembre 2006  | LINEAR            |
| 385980 Emiliosegrè | 2007 AA8                 | 9 gennaio 2007    | Casulli, V. S.    |
| 385981 -           | 2007 AH27                | 10 gennaio 2007   | Mt. Lemmon Survey |
| 385982 -           | 2007 AE29                | 10 gennaio 2007   | Mt. Lemmon Survey |
| 385983 -           | 2007 AU29                | 10 gennaio 2007   | Mt. Lemmon Survey |
| 385984 -           | 2007 BE24                | 24 gennaio 2007   | Mt. Lemmon Survey |
| 385985 -           | 2007 BP41                | 24 gennaio 2007   | Mt. Lemmon Survey |
| 385986 -           | 2007 BL46                | 26 gennaio 2007   | Spacewatch        |
| 385987 -           | 2007 BL60                | 17 gennaio 2007   | Spacewatch        |
| 385988 -           | 2007 BM61                | 27 gennaio 2007   | Mt. Lemmon Survey |
| 385989 -           | 2007 BN74                | 17 gennaio 2007   | Spacewatch        |
| 385990 -           | 2007 BQ75                | 17 gennaio 2007   | Spacewatch        |
| 385991 -           | 2007 BR79                | 29 gennaio 2007   | Spacewatch        |
| 385992 -           | 2007 BG81                | 27 gennaio 2007   | Spacewatch        |
| 385993 -           | 2007 BA102               | 28 gennaio 2007   | Mt. Lemmon Survey |
| 385994 -           | 2007 CQ9                 | 27 dicembre 2006  | Mt. Lemmon Survey |
| 385995 -           | 2007 CW12                | 6 febbraio 2007   | Mt. Lemmon Survey |
| 385996 -           | 2007 CL14                | 7 febbraio 2007   | Mt. Lemmon Survey |
| 385997 -           | 2007 CN35                | 6 febbraio 2007   | Mt. Lemmon Survey |
| 385998 -           | 2007 CU42                | 7 febbraio 2007   | Mt. Lemmon Survey |
| 385999 -           | 2007 CB43                | 7 febbraio 2007   | Mt. Lemmon Survey |
| 386000 -           | 2007 CG50                | 8 febbraio 2007   | NEAT              |